# Griparna
Griparna är en speedwayklubb i Nyköpings kommun, Södermanlands län. Föreningen bakom klubben är Nyköpings MS och speedway har funnits på programmet sedan 1949.
Sedan 2005 är man en egen klubb med namnet Nyköpings Speedwayklubb.
Klubben kör i Allsvenskan, landets näst högsta division. 
Hemmaarenan är Svanstabanan. Banlängden är 294 meter. Banrekordet ligger hos Robin Törnqvist på 57.4 

## Historia

### 1949-1950
Griparna körde sin första säsong 1949 vilket var bara det andra året av organiserad speedway i Sverige. Säsongen 1949 fanns det endast en division i Sverige och Griparna hamnade på en sjätteplats. Säsongen efter 1950 bildades division 2A, 2B, och 2C. Griparna körde kvar i division 1, Sveriges högsta. Säsongen 1950 slutade Griparna på en 5 plats. Efter 1950 säsongen körde Griparna inte organiserad speedway på drygt 30 år.

### 1984-1994
1984 återvände Griparna till organiserad speedway och dom placerades i Norra Division 2 vilket var den lägsta divisionen i Sverige. Säsongen 1984 kom Griparna sist i Norra Division 2, 1985 kom Griparna på en femte plats, 1986 kom Griparna på en Tredje plats, och säsongen 1987 vann Griparna Norra division 2 vilket betydde att Griparna fick köra i Division 1 den kommande säsongen. 
Division 1 var på den tiden Sveriges näst högst division. Griparna körde i Division 1 ända fram till 1994. Som bäst kom Griparna på en andra plats i Division 1 år 1990. Säsongen 1994 kom Griparna sist i Division 1 och med det så hoppade man ut ur den organiserade speedwayen i Sverige fram till 2002.

### 2002-Nutid
2002 återvände Griparna till speedwayen och Griparna placerade i den lägst divisionen, Östra Division 1. Första säsongen tillbaka gick det dåligt för griparna då man kom sist, Säsongen 2003 gick det bättre då kom man på en andraplats, och säsongen 2004 kom man också på en andra plats. Efter säsongen 2004 fick Griparna möjlighet att köra i Allsvenskan vilket är den nuvarande näst högsta divisionen i Sverige. Från 2005 fram till idag har Griparna kört i Allsvenskan. 
2008 vann Griparna grundserien i Allsvenskan men man åkte ut mot Valsarna från Hagfors i semifinalen.
2018 vann Griparna grundserien återigen. Då var det Piraterna från Motala som stod i vägen i finalen. En tung förlust på borta plan gjorde att det var svårt att återhämta sig hemma på Svanstabanan och trots en vinst i den sista slutspels matchen fick man gratulera Piraterna Allsvenska mästare.
2019 skulle det dock gå bättre. Efter en tredjeplats i grundserien var man klara för slutspel. I semifinalen ställdes man i ett E4:an derby mot Vargarna från Norrköping. Semifinalen vann Griparna och då var man klara för final mot Team Rapid från Eskilstuna. Griparna Lyckades vinna Sörmlands derbyt och kunde krona sig själva som allsvenskan mästare. 

## Kända förare genom tiderna
- Fredrik Lindgren 2014
- Kim Nilsson 2009, 2014, 2015, 2021, 2022, 2023
- Oliver Berntzon 2018, 2019
- Robin Törnqvist 2011, 2012, 2013
- Peter Ljung 2018, 2019, 2021, 2022
- Fredrik Eriksson 2008, 2010
- Magnus Zetterström 2013, 2015
- Daniel Davidsson 2011, 2012
- Joel Jansson 1949, 1950
- /Timo Lahti 2016, 2017, 2018
- Kauko Nieminen 2005, 2008, 2015
- Vesa Ylinen 1988, 1989, 1990, 1991,
- Kacper Woryna 2017
- Oskar Fajfer 2016, 2017
- Mikkel Michelsen 2011, 2012

## 2023 års trupp
| Förare                  | Nat.    | Född     | Ing. snitt | Löp. snitt | Matcher | Heat | Poäng |
| ----------------------- | ------- | -------- | ---------- | ---------- | ------- | ---- | ----- |
| Kenneth Hansen          | Danmark |          | 2,231      | 2,235      | 3       | 17   | 38    |
| Tobias V Thomsen        | Danmark |          | 2,000      | 1,467      | 3       | 15   | 22    |
| Jesper Knudsen *        | Danmark |          | 2,211      | 1,600      | 1       | 5    | 8     |
| Villads Nagel *         | Danmark |          | 2,000      | 0,500      | 2       | 8    | 4     |
| Liam Olsson Andersson * | Sverige | 20050508 | 0,500      | 0,000      | 2       | 7    | 0     |

| Förare               | Nat.    | Född     | Ing. snitt | Löp. snitt | Matcher | Heat | Poäng |
| -------------------- | ------- | -------- | ---------- | ---------- | ------- | ---- | ----- |
| Anton Karlsson       | Sverige | 20000720 | 1,404      | 1,652      | 4       | 23   | 38    |
| Johannes Stark       | Sverige | 19970930 | 1,529      | 1,250      | 5       | 28   | 35    |
| Ludvig Selvin        | Sverige | 20040304 | 0,718      | 1,156      | 6       | 32   | 37    |
| Alexander Liljekvist | Sverige | 19930403 | 0,958      | 0,824      | 4       | 17   | 14    |
| Kim Nilsson *        | Sverige | 19900204 | 2,682      | 2,636      | 2       | 11   | 29    |

## Trupper 2011-2022

### 2022 års trupp
| Förare                  | Nat.    | Född     | Ing. snitt | Löp. snitt | Matcher | Heat | Poäng |
| ----------------------- | ------- | -------- | ---------- | ---------- | ------- | ---- | ----- |
| Silas Hoegh             | Danmark |          | 1,300      | 0,917      | 2       | 12   | 11    |
| Patrick Skaarup         | Danmark |          | 2,000      | 0,529      | 4       | 17   | 9     |
| Liam Olsson Andersson * | Sverige | 20050508 | 0,500      | 0,000      | 0       | 0    | 0     |

| Förare               | Nat.    | Född     | Ing. snitt | Löp. snitt | Matcher | Heat | Poäng |
| -------------------- | ------- | -------- | ---------- | ---------- | ------- | ---- | ----- |
| Kim Nilsson          | Sverige | 19900204 | 2,838      | 2,682      | 8       | 44   | 118   |
| Peter Ljung          | Sverige | 19821030 | 2,224      | 1,853      | 6       | 34   | 63    |
| Anton Karlsson       | Sverige | 20000720 | 1,458      | 1,404      | 10      | 57   | 80    |
| Jonathan Ejnermark   | Sverige | 19981001 | 1,356      | 1,069      | 6       | 29   | 31    |
| Alexander Liljekvist | Sverige | 19930403 | 0,628      | 0,958      | 6       | 24   | 23    |
| Sammy Van Dyck       | Sverige | 20050830 | 0,529      | 0,958      | 5       | 24   | 23    |
| John Lindman         | Sverige | 19940328 | 1,540      | 0,956      | 9       | 45   | 43    |
| Theo Bergkvist       | Sverige | 20060107 | 0,500      | 0,417      | 3       | 12   | 5     |

Källa: Aktuellt snitt 2022

### 2021 års trupp
| Förare                  | Nat.    | Född     | Ing. snitt | Löp. snitt | Matcher | Heat | Poäng |
| ----------------------- | ------- | -------- | ---------- | ---------- | ------- | ---- | ----- |
| John Lindman            | Sverige | 19940328 | 1,179      | 1,540      | 13      | 63   | 97    |
| Silas Hoegh             | Danmark |          | 2,000      | 1,300      | 6       | 30   | 39    |
| Kenneth Hansen *        | Danmark |          | 1,750      | 1,200      | 1       | 5    | 6     |
| Liam Olsson Andersson * | Sverige | 20050508 | 0,500      | 0,143      | 4       | 7    | 1     |

| Förare               | Nat.    | Född     | Ing. snitt | Löp. snitt | Matcher | Heat | Poäng |
| -------------------- | ------- | -------- | ---------- | ---------- | ------- | ---- | ----- |
| Kim Nilsson          | Sverige | 19900204 | 2,600      | 2,838      | 14      | 74   | 210   |
| Peter Ljung          | Sverige | 19821030 | 2,471      | 2,224      | 11      | 58   | 129   |
| Anton Karlsson       | Sverige | 20000720 | 1,246      | 1,458      | 14      | 72   | 105   |
| Alex Johansson       | Sverige | 19960504 | 0,500      | 0,764      | 11      | 55   | 42    |
| Alexander Liljekvist | Sverige | 19930403 | 0,867      | 0,628      | 9       | 43   | 27    |
| Philip Olofsson      | Sverige | 20010129 | 0,500      | 0,286      | 3       | 14   | 4     |

Källa:Aktuellt snitt 2021

### 2019 års trupp
| Förare             | Nat.    | Född     | Ing. snitt | Löp. snitt | Matcher | Heat | Poäng |
| ------------------ | ------- | -------- | ---------- | ---------- | ------- | ---- | ----- |
| Marcin Nowak       | Polen   |          | 1,933      | 1,813      | 7       | 32   | 58    |
| Patrick Hansen *   | Danmark |          | 2,000      | 1,750      | 2       | 8    | 14    |
| Niklas Klingberg * | Sverige | 19730206 | 0,500      | 0,800      | 1       | 5    | 4     |
| Dominik Möser *    | Danmark |          | 0,667      | 0,571      | 2       | 7    | 4     |

| Förare                 | Nat.    | Född     | Ing. snitt | Löp. snitt | Matcher | Heat | Poäng |
| ---------------------- | ------- | -------- | ---------- | ---------- | ------- | ---- | ----- |
| Peter Ljung            | Sverige | 19821030 | 2,604      | 2,471      | 11      | 51   | 126   |
| Oliver Berntzon        | Sverige | 19930802 | 2,327      | 2,243      | 8       | 37   | 83    |
| Philip Hellström-Bängs | Sverige | 20030324 | 0,500      | 1,326      | 12      | 46   | 61    |
| Anton Karlsson         | Sverige | 20000720 | 1,259      | 1,246      | 13      | 57   | 71    |
| Andreas Westlund       | Sverige | 19900315 | 1,180      | 1,246      | 14      | 57   | 71    |
| Robin Aspegren         | Sverige | 19890324 | 0,500      | 1,150      | 10      | 40   | 46    |
| Emil Millberg          | Sverige | 19980622 | 1,080      | 1,000      | 14      | 52   | 52    |
| Adrian Gheorghe *      | Sverige | 19890429 | 0,500      | 0,000      | 0       | 0    | 0     |

Källa:Aktuellt snitt 2019

### 2018 års trupp
| Förare                | Nat.    | Född     | Ing. snitt | Löp. snitt | Matcher | Heat | Poäng |
| --------------------- | ------- | -------- | ---------- | ---------- | ------- | ---- | ----- |
| Kevin Wölbert         |         |          | 2,000      | 2,222      | 3       | 18   | 40    |
| Marcin Nowak          | Polen   |          | 2,000      | 1,933      | 3       | 15   | 29    |
| Maciej Piaszczynski * | Sverige | 19890528 | 0,500      | 0,000      | 0       | 0    | 0     |

| Förare           | Nat.    | Född     | Ing. snitt | Löp. snitt | Matcher | Heat | Poäng |
| ---------------- | ------- | -------- | ---------- | ---------- | ------- | ---- | ----- |
| Peter Ljung      | Sverige | 19821030 | 2,490      | 2,604      | 10      | 48   | 125   |
| Timo Lahti       | Sverige | 19920716 | 2,196      | 2,534      | 11      | 58   | 147   |
| Oliver Berntzon  | Sverige | 19930802 | 1,410      | 2,327      | 11      | 52   | 121   |
| Linus Eklöf      | Sverige | 19890303 | 1,438      | 1,581      | 14      | 62   | 98    |
| William Björling | Sverige | 20000523 | 0,500      | 1,162      | 9       | 37   | 43    |
| Emil Millberg    | Sverige | 19980622 | 0,500      | 1,080      | 13      | 50   | 54    |
| Alexander Edberg | Sverige | 19910120 | 0,618      | 0,706      | 12      | 51   | 36    |
| Adrian Gheorghe  | Sverige | 19890429 | 0,500      | 0,500      | 3       | 12   | 6     |

Källa:Aktuellt snitt 2018

### 2017 års trupp
| Förare                 | Nat.    | Född     | Ing. snitt | Löp. snitt | Matcher | Heat | Poäng |
| ---------------------- | ------- | -------- | ---------- | ---------- | ------- | ---- | ----- |
| Kacper Woryna          | Polen   |          | 2,000      | 2,154      | 10      | 52   | 112   |
| Oskar Fajfer           | Polen   |          | 2,057      | 2,082      | 10      | 49   | 102   |
| Linus Eklöf            | Sverige | 19890303 | 1,588      | 1,385      | 12      | 52   | 72    |
| Ricky Kling            | Sverige | 19870602 | 1,418      | 1,222      | 8       | 36   | 44    |
| Alexander Edberg       | Sverige | 19910120 | 1,057      | 0,618      | 10      | 34   | 21    |
| Alexander Liljekvist * | Sverige | 19930403 | 0,500      | 0,000      | 0       | 0    | 0     |
| Martin Liljekvist *    | Sverige | 19970328 | 0,500      | 0,000      | 0       | 0    | 0     |
| Maciej Piaszczynski *  | Sverige | 19890528 | 0,500      | 0,000      | 0       | 0    | 0     |

| Förare               | Nat.    | Född     | Ing. snitt | Löp. snitt | Matcher | Heat | Poäng |
| -------------------- | ------- | -------- | ---------- | ---------- | ------- | ---- | ----- |
| Timo Lahti           | Sverige | 19920716 | 2,280      | 2,080      | 11      | 50   | 104   |
| Filip Hjelmland      | Sverige | 19980910 | 0,750      | 1,291      | 13      | 55   | 71    |
| Ludvig Lindgren      | Sverige | 19900923 | 1,375      | 1,241      | 7       | 29   | 36    |
| Daniel Henderson     | Sverige | 19910804 | 0,889      | 1,151      | 13      | 53   | 61    |
| William Björling     | Sverige | 20000523 | 0,500      | 0,462      | 4       | 13   | 6     |
| Adrian Gheorghe *    | Sverige | 19890429 | 0,500      | 0,000      | 0       | 0    | 0     |
| Oskar Rikardsson *   | Sverige | 19970811 | 0,500      | 0,000      | 0       | 0    | 0     |
| Jonathan Ejnermark * | Sverige | 19981001 | 0,500      | 0,000      | 0       | 0    | 0     |

Källa:Aktuellt snitt 2017

### 2016 års trupp
| Förare                | Nat.    | Född     | Ing. snitt | Löp. snitt | Matcher | Heat | Poäng |
| --------------------- | ------- | -------- | ---------- | ---------- | ------- | ---- | ----- |
| Krzysztof Jablonski   | Polen   |          | 1,542      | 2,000      | 9       | 44   | 88    |
| Linus Eklöf           | Sverige | 19890303 | 1,225      | 1,582      | 12      | 55   | 87    |
| Ricky Kling           | Sverige | 19870602 | 1,418      | 1,250      | 4       | 16   | 20    |
| Viktor Bergström      | Sverige | 19861114 | 1,189      | 1,154      | 3       | 13   | 15    |
| Alexander Woentin     | Sverige | 20000703 | 0,500      | 0,615      | 4       | 13   | 8     |
| Jari Mäkinen *        | Finland |          | 1,000      | 2,250      | 1       | 4    | 9     |
| Sebastian Aldén *     | Sverige | 19851107 | 1,615      | 1,818      | 2       | 11   | 20    |
| Oskar Fajfer *        | Polen   |          | 2,000      | 1,600      | 1       | 5    | 8     |
| Benny Johansson *     | Sverige | 19770204 | 0,500      | 0,000      | 0       | 0    | 0     |
| Maciej Piaszczynski * | Sverige | 19890528 | 0,500      | 0,000      | 0       | 0    | 0     |

| Förare             | Nat.    | Född     | Ing. snitt | Löp. snitt | Matcher | Heat | Poäng |
| ------------------ | ------- | -------- | ---------- | ---------- | ------- | ---- | ----- |
| Timo Lahti         | Sverige | 19920716 | 1,925      | 2,386      | 9       | 44   | 105   |
| Magnus Zetterström | Sverige | 19711209 | 1,827      | 2,021      | 10      | 47   | 95    |
| Alexander Edberg   | Sverige | 19910120 | 1,182      | 1,037      | 12      | 54   | 56    |
| Filip Hjelmland    | Sverige | 19980910 | 0,500      | 0,902      | 12      | 51   | 46    |

Källa:Aktuellt snitt 2016

### 2015 års trupp
| Förare                | Nat.       | Född     | Ing. snitt | Löp. snitt | Matcher | Heat | Poäng |
| --------------------- | ---------- | -------- | ---------- | ---------- | ------- | ---- | ----- |
| Tomasz Gapinski       | Polen      |          | 2,320      | 2,132      | 9       | 53   | 113   |
| Kim Nilsson           | Sverige    | 19900204 | 1,707      | 1,829      | 8       | 41   | 75    |
| Daniel Jeleniewski    | Polen      |          | 1,333      | 1,520      | 10      | 50   | 76    |
| Kauko Nieminen        | Finland    |          | 1,906      | 1,458      | 5       | 24   | 35    |
| Daniel Pytel          | Polen      |          | 1,118      | 1,345      | 6       | 29   | 39    |
| John Lindman          | Sverige    | 19940328 | 0,983      | 1,122      | 12      | 41   | 46    |
| Andreas Westlund      | Sverige    | 19900315 | 0,536      | 0,740      | 14      | 50   | 37    |
| Aaron Summers *       | Australien |          | 2,334      | 0,600      | 1       | 5    | 3     |
| Rickard Forssblad *   | Sverige    | 19920929 | 0,500      | 0,000      | 0       | 0    | 0     |
| Nathalie Thelenius *  | Sverige    | 19940810 | 0,500      | 0,000      | 0       | 0    | 0     |
| Maciej Piaszczynski * | Sverige    | 19890528 | 0,500      | 0,000      | 0       | 0    | 0     |

| Förare             | Nat.    | Född     | Ing. snitt | Löp. snitt | Matcher | Heat | Poäng |
| ------------------ | ------- | -------- | ---------- | ---------- | ------- | ---- | ----- |
| Magnus Zetterström | Sverige | 19711209 | 1,923      | 1,806      | 12      | 62   | 112   |
| Alexander Edberg   | Sverige | 19910120 | 0,875      | 1,175      | 13      | 63   | 74    |
| Viktor Lockström * | Sverige | 19961101 | 0,500      | 0,000      | 0       | 0    | 0     |

Källa:Aktuellt snitt 2015

### 2014 års trupp
| Förare                 | Nat.    | Född     | Ing. snitt | Löp. snitt | Matcher | Heat | Poäng |
| ---------------------- | ------- | -------- | ---------- | ---------- | ------- | ---- | ----- |
| Kim Nilsson            | Sverige | 19900204 | 1,391      | 2,217      | 14      | 69   | 153   |
| Andrej Karpov          | Ukraina |          | 2,196      | 1,870      | 5       | 23   | 43    |
| Kauko Nieminen         | Finland |          | 1,615      | 1,770      | 14      | 61   | 108   |
| Joel Larsson           | Sverige | 19921016 | 1,440      | 1,159      | 12      | 44   | 51    |
| John Lindman           | Sverige | 19940328 | 0,803      | 1,120      | 14      | 50   | 56    |
| Viktor Bergström       | Sverige | 19861114 | 1,323      | 1,069      | 8       | 29   | 31    |
| Benjamin Shields       | Sverige | 19811210 | 0,500      | 0,714      | 6       | 21   | 15    |
| Jari Mäkinen *         | Finland |          | 1,000      | 0,857      | 2       | 7    | 6     |
| Maciej Piaszczynski *  | Sverige | 19890528 | 0,500      | 0,750      | 2       | 8    | 6     |
| Alexander Liljekvist * | Sverige | 19930403 | 0,500      | 0,000      | 0       | 0    | 0     |
| Martin Liljekvist *    | Sverige | 19970328 | 0,500      | 0,000      | 0       | 0    | 0     |
| Rickard Forssblad *    | Sverige | 19920929 | 0,500      | 0,000      | 0       | 0    | 0     |
| Nike Lunna *           | Finland |          | 2,334      | 0,000      | 0       | 0    | 0     |

| Förare           | Nat.    | Född     | Ing. snitt | Löp. snitt | Matcher | Heat | Poäng |
| ---------------- | ------- | -------- | ---------- | ---------- | ------- | ---- | ----- |
| Fredrik Lindgren | Sverige | 19850915 | 3,000      | 2,150      | 8       | 40   | 86    |
| Alexander Edberg | Sverige | 19910120 | 0,836      | 1,127      | 13      | 55   | 62    |
| Joel Kling *     | Sverige | 19970430 | 0,500      | 0,000      | 0       | 0    | 0     |

Källa: Aktuellt snitt 2014

### 2013 års trupp
| Förare               | Nat.    | Född     | Ing. snitt | Löp. snitt | Matcher | Heat | Poäng |
| -------------------- | ------- | -------- | ---------- | ---------- | ------- | ---- | ----- |
| Robin Törnqvist      | Sverige | 19870112 | 1,385      | 1,800      | 7       | 30   | 54    |
| Ludvig Lindgren      | Sverige | 19900923 | 1,788      | 1,625      | 5       | 24   | 39    |
| Pontus Aspgren       | Sverige | 19910315 | 1,308      | 1,231      | 5       | 26   | 32    |
| Linus Eklöf          | Sverige | 19890303 | 1,415      | 1,122      | 9       | 41   | 46    |
| John Lindman         | Sverige | 19940328 | 0,750      | 1,070      | 10      | 43   | 46    |
| André Hertzberg      | Sverige | 19911101 | 1,334      | 1,056      | 5       | 18   | 19    |
| Rasmus Eklöf         | Sverige | 19920414 | 0,810      | 1,042      | 7       | 24   | 25    |
| Henrik Karlsson      | Sverige | 19900912 | 1,160      | 0,947      | 5       | 19   | 18    |
| Tommie Lundgren *    | Sverige | 19880514 | 0,500      | 0,000      | 0       | 0    | 0     |
| Rickard Forssblad *  | Sverige | 19920929 | 0,500      | 0,000      | 0       | 0    | 0     |
| Nathalie Thelenius * | Sverige | 19940810 | 0,500      | 0,000      | 0       | 0    | 0     |

| Förare             | Nat.    | Född     | Ing. snitt | Löp. snitt | Matcher | Heat | Poäng |
| ------------------ | ------- | -------- | ---------- | ---------- | ------- | ---- | ----- |
| Magnus Zetterström | Sverige | 19711209 | 1,973      | 2,500      | 3       | 16   | 40    |
| Dennis Andersson   | Sverige | 19910603 | 2,656      | 2,256      | 7       | 39   | 88    |

Källa: Aktuellt snitt 2013

### 2012 års trupp
| Förare              | Nat.    | Född     | Ing. snitt | Löp. snitt | Matcher | Heat | Poäng |
| ------------------- | ------- | -------- | ---------- | ---------- | ------- | ---- | ----- |
| Mikkel Michelsen    | Danmark |          | 1,444      | 2,043      | 5       | 23   | 47    |
| Patrick Hougaard    | Danmark |          | 2,267      | 1,691      | 12      | 55   | 93    |
| Miroslaw Jablonski  | Polen   |          | 1,604      | 1,679      | 12      | 53   | 89    |
| Daniel Davidsson    | Sverige | 19830317 | 1,964      | 1,500      | 15      | 64   | 96    |
| Kenneth Hansen      | Danmark |          | 1,660      | 1,500      | 11      | 44   | 66    |
| Robin Törnqvist     | Sverige | 19870112 | 1,229      | 1,339      | 15      | 62   | 83    |
| Joel Larsson        | Sverige | 19921016 | 0,886      | 1,087      | 12      | 46   | 50    |
| Alexander Edberg    | Sverige | 19910120 | 1,414      | 0,947      | 5       | 19   | 18    |
| John Lindman        | Sverige | 19940328 | 0,500      | 0,750      | 4       | 12   | 9     |
| Rickard Forssblad * | Sverige | 19920929 | 0,500      | 0,000      | 0       | 0    | 0     |

| Förare          | Nat.    | Född     | Ing. snitt | Löp. snitt | Matcher | Heat | Poäng |
| --------------- | ------- | -------- | ---------- | ---------- | ------- | ---- | ----- |
| Anders Mellgren | Sverige | 19910622 | 1,409      | 1,360      | 11      | 50   | 68    |
| Robin Aspegren  | Sverige | 19890324 | 1,615      | 1,043      | 6       | 23   | 24    |

Källa: Aktuellt snitt 2012

### 2011 års trupp
| Förare              | Nat.    | Född     | Ing. snitt | Löp. snitt | Matcher | Heat | Poäng |
| ------------------- | ------- | -------- | ---------- | ---------- | ------- | ---- | ----- |
| Daniel Davidsson    | Sverige | 19830317 | 1,737      | 1,964      | 12      | 56   | 110   |
| Mads Korneliussen   | Danmark |          | 2,204      | 1,963      | 6       | 27   | 53    |
| Kenneth Hansen      | Danmark |          | 1,975      | 1,660      | 12      | 53   | 88    |
| Miroslaw Jablonski  | Polen   |          | 1,864      | 1,604      | 10      | 48   | 77    |
| Mikkel Michelsen    | Danmark |          | 2,334      | 1,444      | 4       | 18   | 26    |
| Juha Hautamäki      | Finland |          | 1,447      | 1,280      | 6       | 25   | 32    |
| Robin Törnqvist     | Sverige | 19870112 | 1,818      | 1,229      | 8       | 35   | 43    |
| Jonas Mässing *     | Sverige | 19890528 | 1,131      | 1,000      | 5       | 15   | 15    |
| John Lindman *      | Sverige | 19940328 | 0,500      | 0,308      | 4       | 13   | 4     |
| Sebastian Carlson * | Sverige | 19911011 | 1,209      | 0,000      | 0       | 0    | 0     |
| Mats Boström *      | Sverige | 19611206 | 0,500      | 0,000      | 0       | 0    | 0     |
| Tommy Skälhammar *  | Sverige | 19660331 | 0,500      | 0,000      | 0       | 0    | 0     |

| Förare           | Nat.    | Född     | Ing. snitt | Löp. snitt | Matcher | Heat | Poäng |
| ---------------- | ------- | -------- | ---------- | ---------- | ------- | ---- | ----- |
| Alexander Edberg | Sverige | 19910120 | 1,128      | 1,414      | 6       | 29   | 41    |
| Joel Larsson     | Sverige | 19921016 | 0,500      | 0,886      | 11      | 44   | 39    |
| Fredrik Engman * | Sverige | 19940109 | 0,500      | 0,000      | 0       | 0    | 0     |

Källa: Aktuellt snitt 2011